# Salesiana
Salesiana je hrvatska izdavačka i knjižarska kuća iz Zagreba.
Djeluje kao društvo s ograničenom odgovornošću. Sjedište je u Omiškoj ulici u Zagrebu. Ravnatelj kuće je don Mihovil Kurkut.
Izdaje pretežno djela duhovne kršćanske tematike, osobito salezijanske duhovnosti.
Izdvala je stručni časopis za katehetiku Kateheza.

## Vanjske poveznice
- Službene mrežne stranice